# Stolnica Marijinega vnebovzetja in svetega Štefana, Speyer
Stolnica v Speyerju, uradno Kaiserdom Basilika der Himmelfahrt und St. Stephen, v latinščini: Domus sanctae Mariae Spirae (nemško: Dom zu unserer lieben Frau in Speyer), je sedež rimskokatoliške škofije Speyer in je podrejena nadškofiji Bamberg v Nemčiji. Stolnica, ki je posvečena sv. Mariji, zavetnici Speyerja (patrona Spirensis) in sv. Štefanu, je splošno znana kot Kaiserdom zu Speyer (Cesarska stolnica Speyer). Papež Pij XI. ji je leta 1925 dodelil status bazilika minor (papeška bazilika) rimskokatoliške cerkve.
Graditi se je začela leta 1030 pod Konradom II., z vzhodnim koncem in visoko ladjo iz 1090-1103. Je impozantna triladijska obokana bazilika iz rdečega peščenjaka »vrhunec oblikovanja, ki je bil zelo vpliven za nadaljnji razvoj romanske arhitekture v 11. in 12. stoletja«. Kot grobnica za Salijcev, Štaufovcev in habsburških cesarjev in kraljev, stolnica šteje kot simbol cesarske oblasti. Z opatijo Cluny v ruševinah, je še vedno največja romanska cerkev. Velja za »prelomnico v evropski arhitekturi« in enega najpomembnejših in najlepših romanskih arhitekturnih spomenikov svojega časa.
Leta 1981 je bila stolnica dodana na Unescov seznam svetovne dediščine kot kulturno pomembna lokacija in kot »velik spomenik romanske umetnosti v nemškem cesarstvu«.

## Zgodovina in arhitektura

### Srednji vek
Leta 1024, Konrad II. naroči gradnjo največje krščanske cerkve v zahodnem svetu v Speyerju, ki naj bi bila tudi njegovo zadnje počivališče. Gradnja se je začela 1030 na mestu nekdanje bazilike, ki je stala na povišani planoti na desni strani Rena, varna pred visokimi vodami. Skupaj s Santiago de Compostela (začeta 1075), Clunyjem (Cluny III., začeta 1085) in Stolnico v Durhamu (začeta 1093), je bil najbolj ambiciozen projekt časa.  Rdeči peščenjak za stavbo je prišel iz hribov Palatinskega gozda in so ga verjetno navzdol transportirali po potoku Speyerbach, ki priteče iz gora v Ren v Speyerju. Niti Konrad II., niti njegov sin Henrik III. nista dočakala končanja stolnice. Konrad II. je umrl leta 1039 in je bil pokopan v stolnici še med gradnjo, Henrik III. je bil položen zraven njega leta 1056. Grobova sta bila urejena v osrednjem hodniku pred oltarjem.
Skoraj končana, je bila stolnica posvečena leta 1061. To fazo izgradnje, ki se imenujejo Speyer I., sestavljajo zahodna fasada, glavno in dve stranski ladji in transepta. Kor je bil podprt z dvema stolpoma. Prvotna apsida je bila okrogla v notranjosti in pravokotna na zunanji strani. Ladja je bila pokrita z ravnim lesenim stropom na zunaj obokana, tako je bila stolnica druga največja obokana stavba severno od Alp (za stolnico v Aachnu). Velja za najbolj osupljiv rezultat zgodnje Salijanske arhitekture in »vrhunec oblikovanja, ki je močno vplival v nadaljnji razvoj romanske arhitekture v času 11. in 12. stoletja«.
Okoli leta 1090 je Konradov vnuk cesar Henrik IV., izvedel ambiciozno obnovo, da bi povečal stolnico. Porušil je vzhodne dele in temelje poglobil do osem metrov. Le nižja nadstropja in grobnica so ostali nedotaknjeni. Ladja je bila povišana za pet metrov in raven lesen strop nadomeščen s križnim obokom s kvadratnimi polami, enem najboljših dosežkov romanske arhitekture. Vsak obok se razteza preko dveh ločnih odprtin. Vsak drugi steber je bil razširjen z dodajanjem širokega pilastra (francosko dosseret - naslonjalo), ki je oblikovan kot sistem notranjega opiranja. Tehnika se je pojavila okoli 1030 v stavbah vzdolž reke Loare (St. Benoit-sur-Loire, Auxerre, Loches), od koder se je razširila na Normandijo in Porenje. 
Samo še en tak primer je cerkev Sant Vicenç, Cardona, Španija. Sistem »double-bay« deluje kot podpora za kamnite oboke in je bil kopiran v mnogih stavbah vzdolž Rena. Dodatek obokom je vgraditev oken v svetlobnem nadstropju, kar bi lahko oslabilo strukturo. Rezultat je monumentalnost primerna za vladarja s političnimi pretenzijami Henrika IV.
V okviru teh sprememb je bila stolnica opremljena z zunanjimi pritlikavimi galerijami, arkadno galerijo v debelini sten, ki je naravni razvoj slepe arkade. Takšne slepe arkade so bile v veliki meri uporabljene kot okras, obloge notranjih in zunanjih sten v številnih romanskih cerkvah. Na vzhodnem koncu stolnice v Speyerju so pritlikave galerije in slepe arkade sestavljene v »eni najbolj znamenitih stavb romanske zasnove«. Pritlikava galerija obkroži vrh apside, poudari zaokroženo obliko in vodi vse okoli strukture pod streho. Ta funkcija je kmalu postala temeljni element v romanskih cerkvah (v Wormsu in Mainzu in na pročeljih številnih cerkev v Italiji. Transept, kvadratni kor, apside, osrednji stolp in spremljajoči stolpi so kombinacije v načinu in v velikosti, ki prekašajo vse dotedanje. Vse površine in vogali so dvignjeni brez stopnje. Glavni elementi znotraj kombinacije so ostali neodvisni .... Speyer je postal model za mnoge druge cerkvene stavbe, a ga v veličastnosti ni dosegla nobena.
Razširjena stolnica, Speyer II., je bila končana leta 1106, letnica smrti Henrika IV. Z dolžino 444 rimskih čevljev (134 m) in širino 111 rimskih čevljev (43 m) je bila ena največjih stavb svojega časa. Stavba je postala politično vprašanje. Širitev stolnice v majhni vasici Speyer z le okoli 500 prebivalci je bila odkrita provokacija za papeža. Cesar ni samo potrdil da je posvetni, ampak tudi cerkveni oblastnik in veličastnost in sijaj te stolnice je to samo še poudarila. Tako je potrebno stolnico v Speyerju gledati tudi kot simbol investiturnega boja. Le pet let po njegovi smrti, je bilo izobčenje Henrik IV. preklicano in njegovo telo je bilo dano na počitek v njegovo stolnico leta 1111.
V naslednjih stoletjih je stolnica ostala relativno nespremenjena. V risbi iz leta 1610 je bila dodana gotska kapela v severnem hodniku in v risbi okoli 1650 pa še gotsko okno na severni strani zahodne fasade. V risbi iz leta 1750 je videti uničeno stolnico v srednjem delu.
Zadnji vladar je bil pokopan v stolnici leta 1308, dokončan seznam osmih cesarjev in kraljev in številnih njihovih žena je:
- Konrad II. Nemški (umrl 1039) in njegova žena Gizela Švabska († 1043)
- Henrik III. Nemški (umrl 1056), sin Konrada II.
- Henrik IV. Nemški (umrl 1106), sin Henrika III., in njegova žena Berta Savojska (umrla 1087)
- Henrik V. Nemški (umrl 1125), sin Henrika IV.
- Beatrice I., grofica Burgundska (umrla 1184), druga žena Friderika Barbarosse in njuna hči Agnes
- Kralj Filip Švabski († 1208), sin Friderika Barbarosse
- Kralj Rudolf I. Habsburški (umrl 1291)
- Kralj Adolf iz Nassau-Weilburga (umrl 1298)
- Kralj Albreht I. Habsburški (umrl 1308), sin Rudolfa Habsburškega

(Opomba: vseh osem navedenih vladarjev so bili kralji Nemčije. Da bi dobili naziv Svetega rimskega cesarja, jih je moral kronati papež. Ko so bili odnosi med papežem in nemškim kraljem dobri, so se okronali kot Imperator Romanum ali sveti rimski cesar. Ko so bili odnosi napeti, so papeži zavrnili kronanje kralja kot cesarja, zato štirje izmed njih niso bili kronani.)
Poleg teh vladarjev v stolnici počiva več žena vladarjev in mnogi škofje Speyerja.

### Moderna doba
Čeprav so ju vedno znova zasedli in oplenili, sta mesto in stolnica preživela tridesetletno vojno (1618-1648) z malo škode. Med devetletno vojno (pfalško nasledstveno vojno 1688-1697) so ljudje Speyerja prinesli pohištvo in imetje v stolnico, zložili vse kar nekaj metrov visoko v upanju, da bodo reči shranili pred francoskimi četami Ludvika XIV. Toda 31. maja 1689 so vojaki opustošili cesarske grobove in zažgali vse, kar so mogli. Na ta dan je bilo skoraj celotno mesto Speyer požgano. Od vročine ognja se je zahodni del ladje porušil in poznogotski elementi so bili uničeni.
V velikem požaru je knezoškof izgubil stalno prebivališče in načrtovali so izgradnjo novega, v stilu baročnega gradu, namesto stolnice. Zaradi sovražnosti ljudstva Speyerja proti škofu, je bilo odločeno, da se zgradi palača v Bruchsalu.
Skoraj stoletje je bil zavarovan le vzhodni del katedrale in se je uporabljal za maševanje. Pod vodstvom Franca Ignaza M. Neumanna, sina priznanega baročnega arhitekta  Balthasarja Neumanna, je bila med letoma 1748 do 1772 stavba obnovljena. Romanska ladja je bila rekonstruirana, zahodna fasada pa prezidana v baročnem slogu. Sredstva niso bila zadostna, da bi celotno stolnico predelali v stilu časa.
Leta 1792 je bil Speyer spet zaseden, tokrat s francoskimi revolucionarnimi vojaki in še enkrat več je bila stolnica izropana. V času Napoleonovih vojn (1803-1815) je bila stolnica skladišče za krmo in drug material. Leta 1806 so Francozi nameravali stavbo porušiti in jo uporabiti kot material, kar je preprečil škof Mainza, Joseph Ludwig Colmar. Po zmagah Napoleona nad prusko in rusko vojsko v bitkah pri Grossgörschenu in Lützenu leta 1813, je okoli 4000 ranjenih vojakov prišlo v Speyer. Po bitki pri Leipzigu jih je bilo še več in stolnica je služila kot bolnišnica.
Kot rezultat Dunajskega kongresa (1815), je bil Speyer in Pfalško preneseno k Bavarski. Na ukaz kralja Ludvika I. Bavarskega, sta Johann von Schraudolph in Joseph Schwarzmann okrasila predelne stene katedrale s freskami v nazarenskem slogu (1846-1853). Ludvikov naslednik, kralj Maksimilijan II. je med letoma 1854-1858 baročni westwerk nadomestil z neoromanskim, z dvema visokima stolpoma in osmerokotno kupolo, ki je spominjala na tisto, ki so jo izgubili, torej obnovil celotno romansko podobo stolnice. Strehe so se znižale, prekrili so jih z bakrom. Le gotska zakristija je ohranila streho iz skrilavca. Eduard Rottmanner je bil organist v cerkvi 1839-1843.
Pri oblikovanju pročelja westwerk je Heinrich Hübsch, arhitekt zgodnjega historicizma, ustvaril neoromansko zasnovo, ki se je naslanjala na značilnosti prvotnega westwerka in tistimi iz več drugih romanskih stavb (povečana okna, zatrep na fasadi, vrsta kipov na glavnem portalu in večbarvni rumen in rjav peščenjak). Ta rekonstrukcija je sovpadla z razvojem romantike in nemškega nacionalizma, v katerem so bile obnovljene številne stavbe iz časov Svetega rimskega cesarstva v romanskem in gotskem slogu. Stolnica Speyer je bila povzdignjena na raven nacionalnega spomenika.
Notranje dekoracije in nov westwerk velja za velik dosežek 19. stoletja. Ludvik I. je bil mnenja, da ni bi bilo ustvarjeno nič večjega od teh del. Vendar se je na začetku 20. stoletja razpoloženje spremenilo. Leta 1916 je bil Georg Dehio, nemški umetnostni zgodovinar prepričan, da med vsemi nadlogami, ki so doletele stolnico v Speyerju, sprememba v 19. stoletju ni bila najmanjša.
Grobnice so se prvotno nahajale v osrednjem hodniku pred oltarjem. V teku stoletij so se točne lokacije izgubile. Ob velikih izkopavanjih leta 1900 so odkrili in odprli grobove in ugotovili istovetnost vladarjev. Nekatere vsebine, kot oblačila, je mogoče videti v Zgodovinskem muzeju Palatinat v bližini stolnice. Obnovljene krste so leta 1906 preselili v novozgrajeno kripto v okviru glavnega oltarja, ki je odprta za javnost.
Obnova katedrale, ki se je začela leta 1957, je bila usmerjena tako v zagotovitev stabilnosti strukture in vnovično izvirno obliko v notranjosti. Nekaj mavca in slik iz 19. stoletja na stenah je bilo odstranjenih. Ohranili so samo cikel 24 prizorov iz življenja Marije med okni ladje. Zatrepi, ki so bili odstranjeni iz prečne ladje in kora v času baroka so bili nadomeščeni z uporabo jedkanice in primeri iz sorodnih stavb. Izničene so bile tudi spremembe v križišču, vendar so nekatere detajle iz baroka pustili zaradi strukturnih razlogov. Prav v baročnem slogu ukrivljena streha na vzhodni kupoli je ostala.

### Današnje stanje
Stolnica v Speyerju je ohranila splošno obliko in dimenzije strukture iz 11. stoletja in kljub znatnim izgubam originalnih elementov in zaporednih rekonstrukcij, predstavlja popolno in enotno romansko stavbo. Zasnova v splošnem sledi načrtu, ki je bil narejen pri cerkvi svetega Mihaela v Hildesheimu in je postavila standard, ki je bil splošno uveljavljen v Porenju. Ta sestavlja visoko obokano ladjo s stranskima ladjama, s kupolami na prehodu k vzhodu, ki se zaključi v apsidalnem prezbiteriju. Vodoravna orientacija že kaže razvoj gotike. Na zahodnem koncu se konča v podrobnejšo strukturo znano kot westwerk, vključno z glavnim portalom, ki je tipična značilnost številnih romanskih cerkva. Druge nemške romanske cerkve, kot je stolnica v Wormsu, imajo kor na obeh koncih. Navzven je obris stavbe uravnotežen z dvema paroma visokih stolpov, ki oblikujejo ladjo na zahodnem koncu in prezbiterij na vzhodu in tvorijo kiparsko maso s kupolo na vsakem koncu, ki ustvarja ravnotežje med vzhodnim in zahodnim koncem.
Zunanjost stolnice je poenotena s pravilno velikostjo odprtin. Stolnica ima najzgodnejši primer pritlikave galerije v Nemčiji, ki gre okrog celotne stavbe, tik pod streho. Isti tip galerije krasi tudi vzhodno in zahodno kupolo. Odprtine v galeriji se ujemajo z velikostjo oken v stolpih. Kupoli sta osmerokotni, streha vzhodne pa je rahlo ovalna. Stolpi so zaključeni z Rhenish helm fialo. Ladja, stolpi in kupole imajo bakreno kritino, ki ima bledo zeleno patino, v nasprotju z rožnato rdečim gradbenim kamnom in večbarvnim v westwerk.
Ladja je sestavljena iz dveh odprtih faz s preprostimi polkrožnimi romanskimi odprtinami. Arkade so podprte z enostavnimi stebri, vsak s široko gredjo, nadomestne grede nosijo kamniti lok visoko v oboku. Tako oblikovane kvadratne pole so obokane in ometane. Čeprav je bila večina štukatur iz 19. stoletja odstranjena iz zidnih površin, prostrani zidovi med arkadami in svetlobnim nadstropjem vsebujejo vrsto barvitih fresk, ki ponazarjajo življenje Marije.
Stolnica je bila temeljito rekonstruirana, obnova se je končala leta 2015 in je stala okoli 26 milijonov evrov. Prav tako so Schraudolphove freske, ki so bile odstranjene leta 1950, obnovljene in prikazane v Kaisersaal stolnice.
- Razvoj konstrukcije in rekonstrukcije
- 1061
- 1106
- 1689
- 1756
- 1778
- 1858

### Svetovna dediščina
Aprila 1981 je bila stolnica v Speyerju dodana na Unescov seznam svetovne dediščine kulturno pomembnih lokacij. Mednarodni svet za spomenike in spomeniška območja (ICOMOS) je utemeljil vključitev z naslednjim: »stolnica v Speyerju, s tistima v Wormsu in Mainzu, je pomemben spomenik romanske umetnosti v nemškem cesarstvu, zaradi svojih razsežnosti. Je največja in najbolj pomembna: na podlagi zgodovine, na katero je vezana - je cesarskih grobnic«. ICOMOS navaja tudi stavbo kot pomembno pri dokazovanju razvoja v odnosu do obnove že od 17. stoletja dalje, tako v Nemčiji kot po svetu.

### Dimenzije
- Skupna dolžina: 134 m (od stopnic pri vhodu do zunanjega zidu vzhodne apside)
- Zunanja širina ladje (s stranskima ladjama): 37,62 m
- Notranja širina ladje: 14 m
- Višina ladje do temena oboka: 33 m
- Višina vzhodne fiale: 71,20 m
- Višina zahodne fiale: 65,60 m
- Velikost kripte: vzhod-zahod 35 m; sever-jug  46 m višina med 6,2 m in 6,5 m

## Opis

### Kripta
Skozi stoletja se je kripta razvila iz manjših prostorov v veliko pol-podzemsko in zelo zanimivo dvoransko grobnico, ki je postala standard v Italiji in Nemčiji. Včasih se raztezajo pod ladjo, kot tudi prezbiterijem. Monumentalna kripta v stolnici v Speyerju je bila posvečena leta 1041, je največja romanska stebrna dvoranska kripta v Evropi, s površino 850 m² in visoka 6,5 m. Dvainštirideset obokov je oprtih na dvajset valjastih stebrih s preprostimi bazami in kapiteli. Bloki peščenjaka barve med rumeno in rjavo so tipičen slog dobe Salijcev in Štaufovcev in je v kontekstu barvne sheme fasade iz 19. stoletja. Arhitekturna jasnost je precej izjemna in je rezultat natančne izvedbe baz in blazin kapitelov, skupaj s poudarjenim sistemom prečnih lokov.

### Kapele
Na južni strani katedrale je dvojna kapela (Doppelkapelle) Sv. Martina in Sv. Katarine. Koncept dvojne kapele je bil uveljavljen do konca 11. stoletja in sega v čas Karla Velikega in se običajno uporablja v anglosaških in škofovskih kapelicah. Gradnja tiste v Speyerju se je začela okoli leta 1050. Kapela Sv. Katarine je bila zgrajena v čast rojstnega dneva hčerke Henrika III., 25. novembra in nosi ime po sv. Katarini Aleksandrijski, ki je ena od štirinajstih svetih pomočnikov. Leta 1961 je bila kapela obnovljena v prvotno stanje kot dvojna kapela. Dve kapeli ena vrh druge sta med seboj povezani skozi odprtino v sredini. Danes je kapela Sv. Martina krstilnica.
Na severni strani stolnice je kapela Sv. Afra, poimenovana po zgodnje krščanskem mučeniku. Henrik IV. je imel kapelico, zgrajeno v njegovo čast, saj je bil rojen na isti dan. Ostanki svetega Afre so bili odkriti v Augsburgu okrog 1064. Henrik IV. je bil pokopan v neposvečeni kapeli 1106-1111, ko je papež Pashal II. preklical prepoved, ki je bila v veljavi od leta 1088. Med obnovo v letu 1971 so v kapeli našli pergament, ki je del Wulfila biblije napisane okoli 500. Danes je v kapeli Sv. Afre tabernakelj.
Prvotno je bilo na severni strani stolnice še pet kapelic: Sv. Pavla, Sv. Agnes, Sv. Bernharda, Sv. Henrika in Sv. Marije. Marijino kapelo je na severni strani stolnice dodal škof Matthias von Rammung leta 1475. Njihove ruševine so bile odstranjene v 18. stoletju.

### Zvonovi
Stolnica ima devet zvonov, od katerih so štirje večji iz leta 1822 Petra Lindemanna iz Zweibrückna in pet manjših iz leta 1963 Friedricha Wilhelma Schillinga iz Heidelberga. Vsi so v zvoniku zahodne kupole.
| Št. | Ime                                   | Nominal | teža (kg) | premer (cm) |
| 1   | Maximilianus Josephus (cesarski zvon) | G0      | 5350      | 208         |
| 2   | Friderica Wilhelmina Carolina         | B♭0     | 2600      | 175         |
| 3   | Ludovicus Carolus                     | D♭1     | 1650      | 147         |
| 4   | Matthaeus de Chandelle                | F1      | 600       | 115         |
| 5   | Sveta Marija                          | A♭1     | 601       | 95.5        |
| 6   | Sveti Jožef                           | B♭1     | 494       | 90.3        |
| 7   | Sveta Ana                             | D♭2     | 440       | 83.3        |
| 8   | Sveti Pirmin                          | E♭2     | 312       | 75          |
| 9   | Otto                                  | F2      | 217       | 66.7        |